# Ільїн Василь Семенович
Василь Семенович Ільїн (нар. 1 (14) січня 1901, Київ — 13 липня 1963, там само) — український мовознавець і педагог, кандидат філологічних наук (з 1946 року).

## Життєпис
Народився 1 (14 січня) 1901 року в Києві. У 1935 році закінчив Київський університет (філологічний факультет), викладав у ньому сучасну українську мову і стилістику. Протягом 1938–1963 років працював в Інституті мовознавства АН УРСР.

Могила Василя Ільїна

Помер в Києві 13 липня 1963 року. Похований на Байковому кладовищі (ділянка № 31, ряд 4).

## Наукова діяльність
Досліджував мову і стиль творів Тараса Шевченка:
- «До питання синоніміки Шевченка» (1939),
- «Порівняння у Шевченка» (1944),
- «Лексична синоніміка Т. Г. Шевченка» (1955),
- «Мова творів Т. Г. Шевченка» (1957),
- «Роль Т. Г. Шевченка в становленні української літературної мови» (1961),
- «Емоційна лексика у поезіях Т. Г. Шевченка» (1968) та інше.

Ільїну належать монографія «Префікси у сучасній українській мові» (1953), дослідження про мовно-стилістичні особливості художніх перекладів українською мовою, здійснених Максимом Рильським, Павлом Тичиною, Андрієм Малишком та іншими.
Один з укладачів і редакторів:
- 3-го та 4-го томів «Українсько-російського словника» (томи 1-6, 1953—1964);
- «Українсько-російського словника» (1964, 5 перевидань);

один з авторів:
- «Курсу сучасної української літературної мови» (том 1, 1951);
- «Курсу історії української літературної мови» (том 1, 1958).

Брав участь у підготовці до перевидання «Словаря української мови» за редакцією Б. Грінченка (1958—1959), був редактором «Лексикографічного бюлетеня» (випуск 6—9, 1958—1963) та інше.
Серед учнів Василя Ільїна — мовознавці Сергій Головащук, Леонід Паламарчук тощо.